# Plac Kaliski we Wrocławiu
Plac Kaliski – plac położony we Wrocławiu na Złotnikach, w ramach osiedla Leśnica. Obejmuje drogę gminną o długości 239 m oraz zieleniec, o kształcie w rzucie prostokątnym zbliżonym do półkola. Droga przypisana do placu łączy ulicę Wielkopolską z pętlą drogową wokół placu Kaliskiego oraz z ulicą Rajską.

## Historia
Historia ukształtowania placu wiąże się z koncepcją budowy rentierskiego osiedla Złotniki-Żerniki (niem. Goldschmieden-Neukirch). Początkowo koncepcja obejmowała duży obszar około 350 ha, który miał być zagospodarowany na osiedle hipoteczne, w którym przewidywano budowę 750 domów oraz wyznaczenie parcel ogrodniczych. Autorem koncepcji był Ernst May, która to koncepcja powstała w powiązaniu z koncepcjami unwinowskimi (Hampstaed). Ówcześnie pracował on w spółce Schlesische Landgesellschaft nastawionej na wspieranie budowy osiedli wiejskich, przedmiejskich i miejskich. Później powstała spółka Schlesisches Heim nastawiona na osiedla przedmiejskie i miejskie dla robotników oraz drobnych urzędników. Z wielu względów nie udało się zrealizować całości, a pierwotny projekt zmieniono i uproszczono w 1920 r.. Obejmował on obszar po obu stronach ulicy Rajskiej, od współczesnego placu Kaliskiego do ulicy Kamiennogórskiej, pomiędzy dzisiejszą ulicą Kosmonautów a ulicą Wielkopolską. Cały opracowany układ osiedla odpowiadał najbardziej zalecanemu przez Ernesta Maya układowi opartemu na tzw. osiedlu z błoniem, w którym leżąca na uboczu głównej drogi komunikacyjnej (współczesna ulica Kosmonautów) zabudowa miała zapewnione dogodne połączenie wewnętrzną osią komunikacyjną oraz dostęp do otwartego terenu zielonego – błonia, namiastki dawnego nawsia – wokół którego skupiała się bądź zabudowa mieszkalna, bądź inna (kościół, sklep, usługi itp.) i która zapewniała miejsce spotkań mieszkańcom, miejsce zabaw dla dzieci itp.. W ramach uproszczonego projektu, a w tym fragmencie zgodnego z projektem pierwotnym, ukształtowano między innymi dzisiejszy plac Kaliski w formie błonia o kształcie w rzucie prostokątnym zbliżonym do półkola, stanowiącego zakończenie założenia urbanistycznego i osi komunikacyjnej (ulicy Rajskiej). Przy placu powstała w 1920 r. zabudowa zgodna z koncepcją taniego budownictwa mieszkaniowego, typizowanego, z katalogu opracowanego w ramach projektu domu pierwszej potrzeby, mieszkania minimum, Notheim. Objęła ona domy z katalogu grupy II typu 9h, zbudowane w latach 1919-1920 w ramach osiedla robotników rolnych. Obejmowało ono pięć budynków w zabudowie bliźniaczej przy placu Kaliskim 1-10. Ich rozmieszczenie wzdłuż biegnącej po łuku drogi, w ramach zachodniej pierzei odzwierciedlało formę, utworzonego przez autora, Ernesta Maya, wariantu zapożyczonego z angielskich miast – ogrodów, elementów planistycznych znanych z Royal Crescent w Bath – pseudocrescent. Wariant ten polegał na wachlarzowatym rozmieszczeniu jednorodnych domów wzdłuż drogi biegnącej po łuku zwróconych ku otwartej przestrzeni zielonej (plac Kaliski 1-10). Został on zastosowany także w innych układach całej koncepcji: plac Ciesielski, skrzyżowanie z ulicą Złotnicką. W ramach przedmiotowej inwestycji powstały 94 domy przy ulicy Rajskiej i placach z nią powiązanych (plac Ciesielski, plac Kaliski).
Obszar miasta, na którym położona jest ulica, należy obecnie do osiedla Leśnica, w obręb którego włączone są obecnie Złotniki. Do 1928 r. Złotniki stanowiły odrębną wieś. W tym właśnie roku zostały włączone w granice miasta.

## Nazwy
W swojej historii plac nosił następujące nazwy:
- Wendorfplatz, do 1946 r.[5][24]
- Kaliski, od 1946 r.[1][5][24].

Nazwa placu Wendorfplatz nawiązuje do nazwiska Ottona Wendorfa, który był producentem wody mineralnej. Współczesna nazwa ulicy została nadana przez Zarząd Miejski i ogłoszona w okólniku nr 33 z 15.05.1946 r..

## Układ drogowy
Do placu przypisana jest droga gminna nr 106084D o długości 239 m, klasy drogi dojazdowej. Powierzchnia działki, na której położony jest plac (pętla drogowa, zieleniec), wynosi 2525 m2, bez uwzględnienia drogi łączącej z ulicą Wielkopolską. Ta droga zajmuje 257 m². Drogi w tym rejonie położone są w strefie zamieszkania z ograniczeniem prędkości jazdy do 20 km/h. Droga przypisana do placu łączy ulicę Wielkopolską z pętlą drogi przypisanej do placu i z ulicą Rajską.
Przewidziano także możliwość wykonania połączenia placu z ulicą Kościańską poprzez ciąg pieszy biegnący od placu w kierunku północnym do wymienionej ulicy.

## Zabudowa i zagospodarowanie
Plac obejmuje zieleniec otoczony jezdniami przypisanymi do placu o kształcie w rzucie prostokątnym zbliżonym do połowy okręgu i ograniczonym od wschodu cięciwą tego okręgu. Pierzeja wschodnia wzdłuż pętli drogowej przy placu to zabudowa obejmująca posesje o numerach 1-2, 3-4, 5-6, 7-8, 9-10. Budynki mają dachy strome kryte dachówką ceramiczną. Ponadto przy ulicy biegnącej od ulicy Wielkopolskiej położone są posesje z zabudową jednorodzinną przypisaną do ulicy Wielkopolskiej, numery 31 i 33. Natomiast wschodnia pierzeja obejmuje zabudowę jednorodzinną i bliźniaczą położoną przy ulicy Rajskiej 1-3, 1a oraz 2-4.
Plac zlokalizowany jest w obszarze położonym na wysokości bezwzględnej pomiędzy 117 a 118 m n.p.m.. Objęty jest rejonem statystycznym nr 930240, na którym występuje gęstość zaludnienia 1334 osoby/km², przy 1312 osobach zameldowanych w tym rejonie (stan na 31.12.2018 r.).
Sam zieleniec na placu obejmuje nasadzenia i układ roślinności podlegający ochronie w ramach miejscowego planu zagospodarowania przestrzennego. Ponadto urządzono tu niewielki skwer z ławkami, stołem do tenisa oraz koszem do gry w koszykówkę .

## Ochrona i zabytki
Przy ulicy i w najbliższym sąsiedztwie znajdują się następujące zabytki:
| obiekt, położenie                           | powstanie, nr rej.          | foto |
| ------------------------------------------- | --------------------------- | ---- |
| strona zachodnia Osiedle robotników rolnych |                             |      |
| Budynek mieszkalny plac Kaliski 1-2         | lata 1919-1920 gez, mpzp    |      |
| Budynek mieszkalny plac Kaliski 3-4         | lata 1919-1920 gez, mpzp    |      |
| Budynek mieszkalny plac Kaliski 5-6         | lata 1919-1920 gez, mpzp    |      |
| Budynek mieszkalny plac Kaliski 7-8         | lata 1919-1920 gez, mpzp    |      |
| Budynek mieszkalny plac Kaliski 9-10        | lata 1919-1920 gez, mpzp    |      |
| strona wschodnia                            |                             |      |
| Budynek mieszkalny ulica Rajska 1-3         | lata 20. XX wieku gez, mpzp |      |
| Budynek mieszkalny ulica Rajska 2-4         | lata 20. XX wieku gez, mpzp |      |

Teren ten leży w strefie dziedzictwa kulturowego, archeologicznej strefie ochrony konserwatorskiej, strefie ścisłej ochrony konserwatorskiej. Ochronie podlegają również historyczna kompozycja zieleni zlokalizowanej na placu, jak również układ urbanistyczny osiedla Złotniki, przy czym w szczególności wskazuje się na konieczność ochrony ocalałej zabudowy z 1920 r. i jej układu przestrzennego.